# Розенберг (Тексас)
Розенберг (енгл. Rosenberg) град је у америчкој савезној држави Тексас. По попису становништва из 2010. у њему је живело 30.618 становника.

## Демографија
Према попису становништва из 2010. у граду је живело 30.618 становника, што је 6.575 (27,3%) становника више него 2000. године.
| Група             | 2000.          | 2010.          |
| Белци             | 8.515 (35,4%)  | 7.608 (24,8%)  |
| Афроамериканци    | 2.052 (8,5%)   | 4.091 (13,4%)  |
| Азијати           | 91 (0,4%)      | 301 (1,0%)     |
| Хиспаноамериканци | 13.215 (55,0%) | 18.470 (60,3%) |
| Укупно            | 24.043         | 30.618         |